# Auguste Dorothea av Braunschweig-Wolfenbüttel
Auguste Dorothea av Braunschweig-Wolfenbüttel, född 2 oktober 1749, död 10 mars 1810, var en tysk abbedissa och tysk-romersk furstinna som regerande abbedissa och monark av den självstyrande klosterstaten Gandersheims stift.

## Biografi
Hon var dotter till Karl I av Braunschweig-Wolfenbüttel och Filippa Charlotta av Preussen.
Auguste Dorothea blev 1776 medlem i både Gandersheims stift och Quedlinburgs stift. När hennes faster Theresa avled 1778 efterträdde hon henne som Gandersheims abbedissa. Hon tillbringade även i fortsättningen ofta sin tid vid hovet i Braunschweig. När Napoleon I erövrade Gandersheim flydde hon, men återvände sedan han hade försäkrat henne rätten att fortsatt utöva ämbetet och bo i klostret. När hon avled valdes dock ingen efterträdare.